# Posadowsky (Adelsgeschlecht)
Posadowsky (auch von Jenkwitz genannt Posadowsky bzw. von Posadowsky-Wehner) ist der Name eines schlesischen Uradelsgeschlechts.

## Geschichte
Das Geschlecht stammt aus dem Herzogtum Oels und gehörte zur polnischen Wappengemeinschaft Abdank. Der Überlieferung nach führen sie sich die Posadowsky auf die polnischen Grafen Skarbek bzw. Skarbec zurück. Deren legendärer Ahnenherr war ein Soldat Namens Skubow, der unter der Regierung des polnischen Fürsten Cracus einen großen Drachen tötete, indem er auf ihn ein mit Feuer und Schwefel gefülltes Kalbsfell warf. Einer von seinen Nachkommen erhielt unter der Amtszeit des ersten polnischen Königs Boleslaus, von Kaiser Otto III. den Grafenstand. Die Legende berichtet weiter, dass Johann Skarbka von Gora den Namen (H)abdank annahm.
Das Geschlecht erscheint erstmals 1317 mit Nikolaus von Jenkowitz, mit dem auch die Stammreihe beginnt. Der Familienname wurde nach dem im um 1350 erworbenen Possadowitz (Postelwitz) angenommen. Am 26. Juni 1706 erging an Hans Adam Posadowsky von Postelwitz auf Rohrau die Hebung in den böhmischen Freiherrnstand mit dem Prädikat „von Postelwitz“, am 19. Januar 1743 in den preußischer Grafenstand mit dem Prädikat „von Wehner“, worauf fortan in der Familie die übliche Namensform „Graf von Posadowsky-Wehner, Freiherr von Postelwitz“ geführt wurde.

## Wappen
Die Herren Posadowsky gehörten der Wappengemeinschaft Abdank an, das sie als Stammwappen mit anderer Tingierung, später im gevierten gräflichen Wappen (1743) als Herzschild führten. Das Stammwappen zeigt in Silber einen dreimal gebrochenen blauen Balken. Auf dem Helm mit blau–silbernen Helmdecken ein wachsender silberner (goldener) Löwe.

Stammwappen („Abdank“) derer von Posadowsky
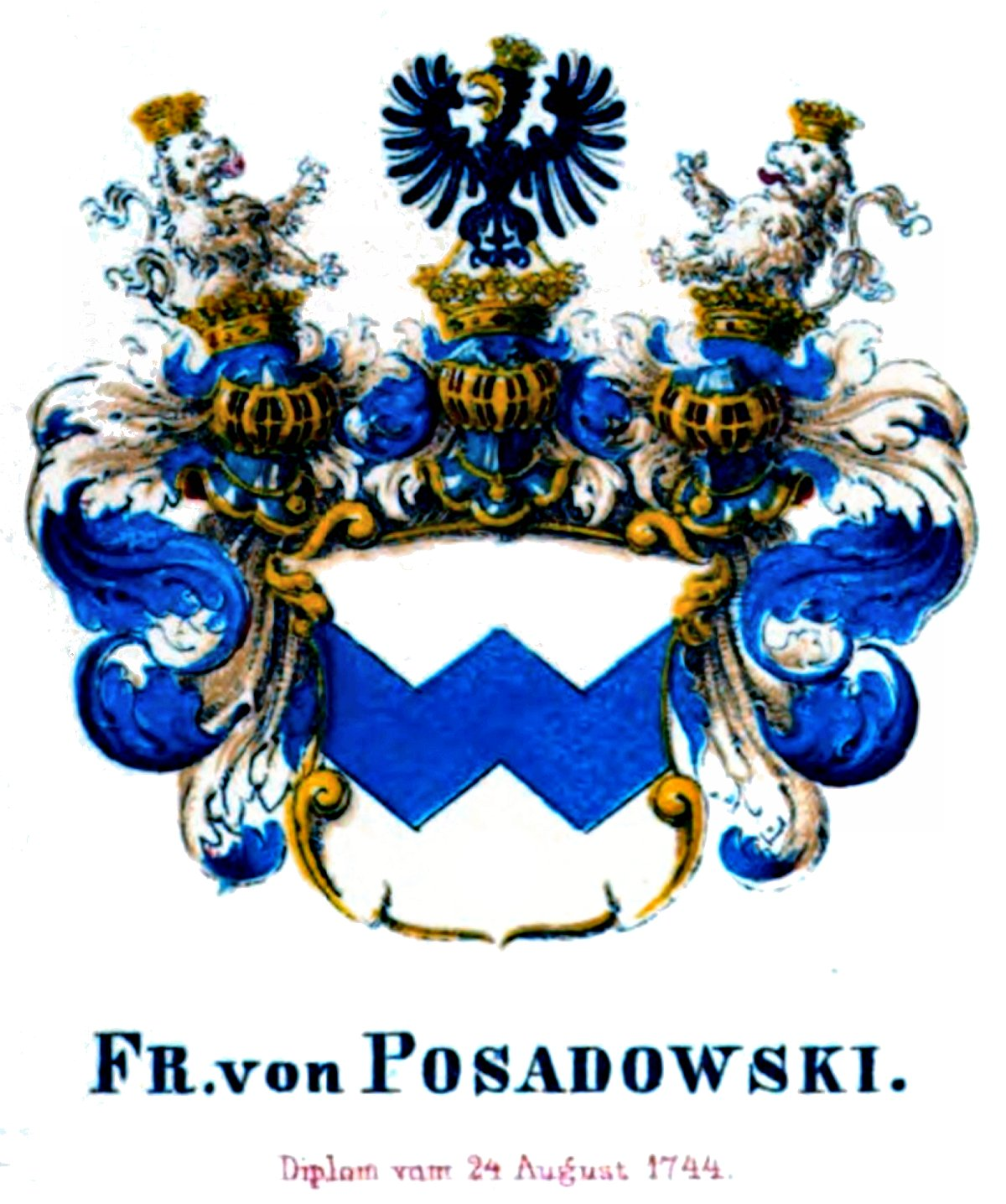
Wappen der Freiherren von Posadowsky im Schlesischen Wappenbuch von Dorst
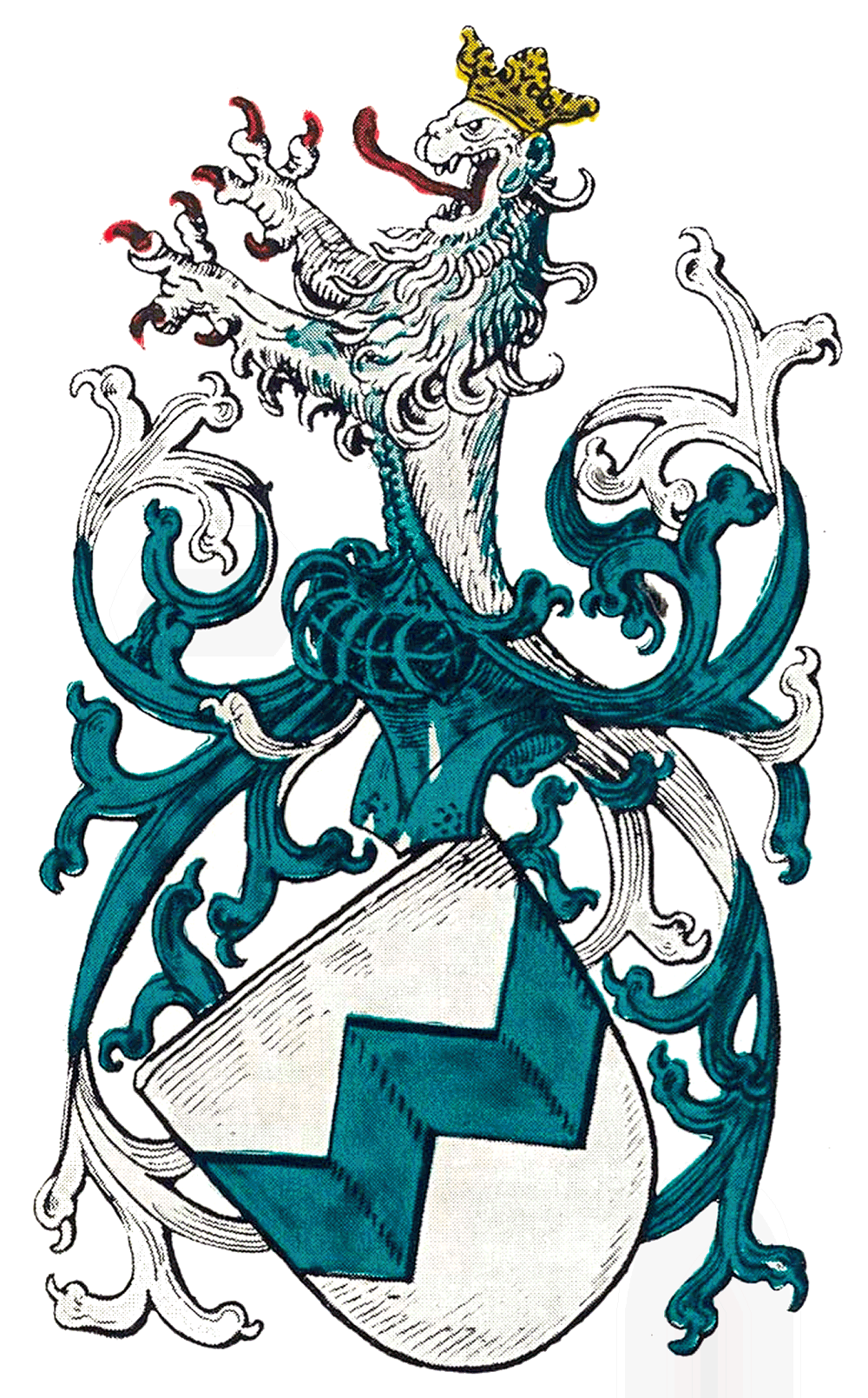
Wappen der Jenkwitz gen. von Posadowsky (Rudolf Stein)
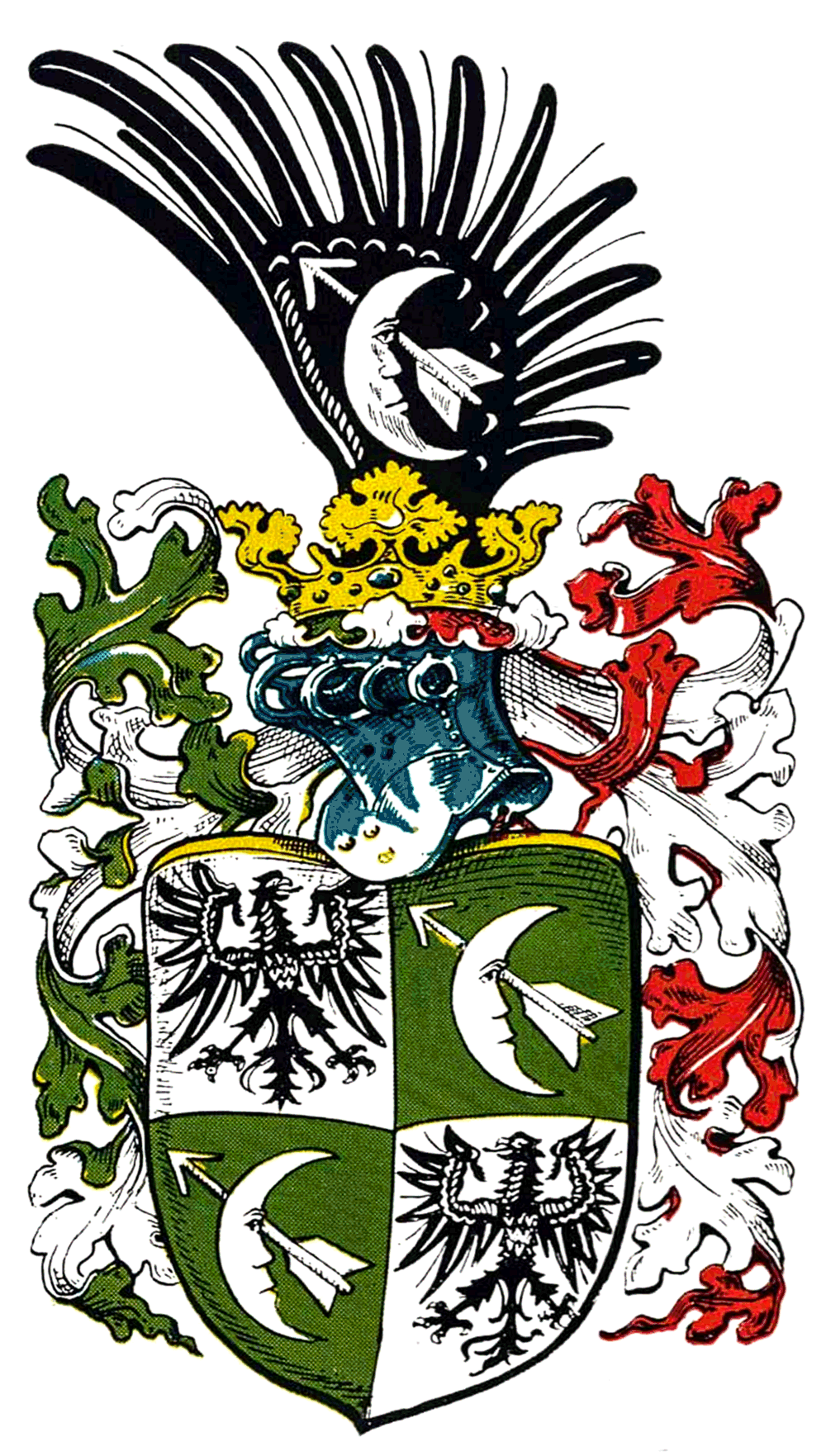
Wappen derer von Wehner (Rudolf Stein)
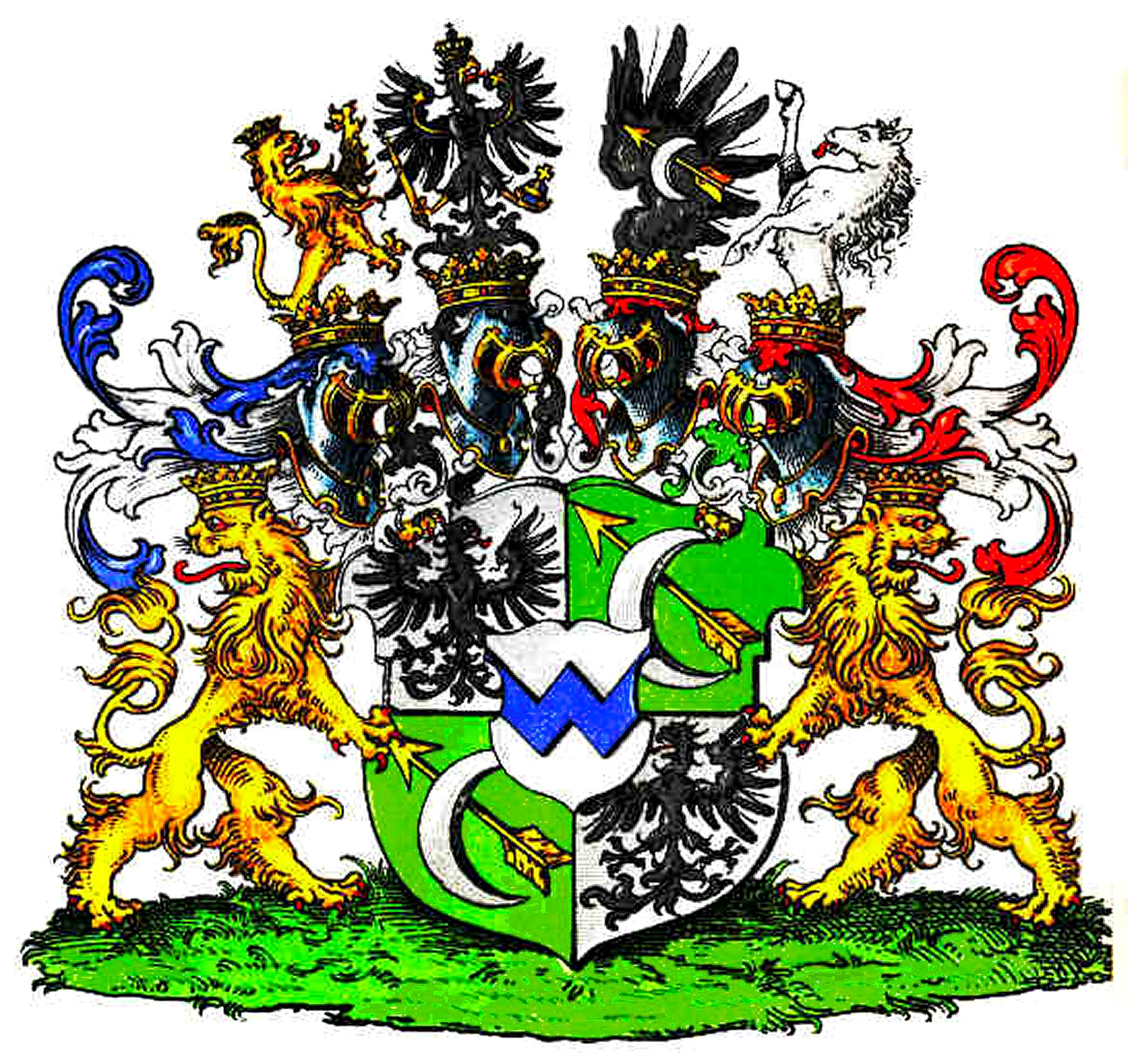
Wappen der Grafen von Posadowsky-Wehner im Schlesischen Wappenbuch von Krane

## Angehörige
- Karl Friedrich von Posadowsky (1695–1747), preußischer Generalleutnant und Chef der Ritterakademie in Liegnitz
- Christian Wilhelm Siegmund von Posadowsky (1725–1791), preußischer Generalleutnant
- Adolph Friedrich Edwin von Posadowsky-Wehner, 1867–1875 Landrat im Kreis Löbau
- Edwin Graf von Posadowsky-Wehner (1834–1919), deutscher Jurist und Landrat
- Arthur von Posadowsky-Wehner (1845–1932), deutscher Politiker
- Harry von Posadowsky-Wehner (1869–1923), deutscher Admiral und Diplomat
- Nikolaus von Posadowsky-Wehner, 1908–1925 Landrat im Kreis Elbing
- Kurt Graf von Posadowsky-Wehner (1903–1996), deutscher Germanist und Gründer des Goethe-Instituts Thessaloniki
- Harald Graf von Posadowsky-Wehner (1910–1990), deutscher Diplomat